# Elecciones municipales de 2019 en La Coruña
Las elecciones municipales de 2019 se celebraron en La Coruña el domingo 26 de mayo, de acuerdo con el Real Decreto de convocatoria de elecciones locales en España dispuesto el 1 de abril de 2019 y publicado en el Boletín Oficial del Estado el 2 de abril. Se eligieron los 27 concejales del pleno del Ayuntamiento de La Coruña, a través de un sistema proporcional (método d'Hondt), con listas cerradas y un umbral electoral del 5 %.

## Resultados
5 candidaturas obtuvieron representación: la candidatura más votada, la del Partido Popular, obtuvo 9 concejales. 9 concejales obtuvo también la del Partido dos Socialistas de Galicia-PSOE. Marea Atlántica obtuvo 6 concejales (4 menos que en 2015), el Bloque Nacionalista Galego 2 (1 más que en 2015) mientras que Ciudadanos-Partido de la Ciudadanía entró por primera vez en la corporación municipal con 1 concejal. Los resultados completos se detallan a continuación:
| Candidatura                                          | Candidatura                                          | Votos   | %                               | Escaños                         |
| ---------------------------------------------------- | ---------------------------------------------------- | ------- | ------------------------------- | ------------------------------- |
|                                                      | Partido Popular (PP)                                 | 37 938  | 30,35                           | 9                               |
|                                                      | Partido dos Socialistas de Galicia-PSOE (PSdeG-PSOE) | 37 528  | 30,02                           | 9                               |
|                                                      | Marea Atlántica (Marea)                              | 25 290  | 20,23                           | 6                               |
|                                                      | Bloque Nacionalista Galego (BNG)                     | 8950    | 7,16                            | 2                               |
|                                                      | Ciudadanos-Partido de la Ciudadanía (Cs)             | 7245    | 5,80                            | 1                               |
| Alternativa dos Veciños (AV)                         | Alternativa dos Veciños (AV)                         | 2916    | 2,33                            | 0                               |
| Vox (Vox)                                            | Vox (Vox)                                            | 2655    | 2,12                            | 0                               |
| Partido Animalista Contra el Maltrato Animal (PACMA) | Partido Animalista Contra el Maltrato Animal (PACMA) | 982     | 0,79                            | 0                               |
| Ganemos Coruña (Ganemos)                             | Ganemos Coruña (Ganemos)                             | 375     | 0,30                            | 0                               |
| Democracia Coruñesa (DCO)                            | Democracia Coruñesa (DCO)                            | 277     | 0,22                            | 0                               |
| Falange Española de las JONS (FE de las JONS)        | Falange Española de las JONS (FE de las JONS)        | 52      | 0,04                            | 0                               |
| Votos en blanco                                      | Votos en blanco                                      | 812     | 0,65                            | n/a                             |
| Votos válidos                                        | Votos válidos                                        | 125 020 | 100,00                          | 27                              |
| Votos nulos                                          | Votos nulos                                          | 544     | Participación: \| \| 62,76 % \| | Participación: \| \| 62,76 % \| |
| Votantes                                             | Votantes                                             | 125 564 | Participación: \| \| 62,76 % \| | Participación: \| \| 62,76 % \| |
| Electores                                            | Electores                                            | 200 075 | Participación: \| \| 62,76 % \| | Participación: \| \| 62,76 % \| |
|                                                      | 62,76 %                                              |         |                                 |                                 |

## Concejales electos
Relación de concejales electos:
| N.º | Nombre                            | Lista | Lista      |
| --- | --------------------------------- | ----- | ---------- |
| 1   | Beatriz Mato Otero                |       | PP         |
| 2   | Inés Rey García                   |       | PSdeG-PSOE |
| 3   | Xulio Xosé Ferreiro Baamonde      |       | Marea      |
| 4   | Rosa María Gallego Neira          |       | PP         |
| 5   | José Manuel Lage Tuñas            |       | PSdeG-PSOE |
| 6   | María García Gómez                |       | Marea      |
| 7   | Roberto Rodríguez Martínez        |       | PP         |
| 8   | Eudoxia María Neira Fernández     |       | PSdeG-PSOE |
| 9   | Esperanza Peñalosa López-Pin      |       | PP         |
| 10  | Juan Manuel Díaz Villoslada       |       | PSdeG-PSOE |
| 11  | Francisco Xesús Jorquera Caselas  |       | BNG        |
| 12  | Xiao Varela Gómez (Dimitió)       |       | Marea      |
| 13  | Antonio Deus Álvarez              |       | PP         |
| 14  | Eva Martínez Acón                 |       | PSdeG-PSOE |
| 15  | Mónica Martínez Lema              |       | C’s        |
| 16  | Silvia Cameán Calvete             |       | Marea      |
| 17  | Roberto García Fernández          |       | PP         |
| 18  | Jesús Javier Celemín Santos       |       | PSdeG-PSOE |
| 19  | María Teresa Gutiérrez Roselló    |       | PP         |
| 20  | María Esther Dolores Fontán Prado |       | PSdeG-PSOE |
| 21  | Alberto Lema Suárez               |       | Marea      |
| 22  | María Nazaret Cendán Gayoso       |       | PP         |
| 23  | Juan Ignacio Borrego Vázquez      |       | PSdeG-PSOE |
| 24  | Avia Veira González               |       | BNG        |
| 25  | Claudia Delso Carreira            |       | Marea      |
| 26  | Roberto Luis Coira Andrade        |       | PP         |
| 27  | Diana María Sobral Cabanas        |       | PSdeG-PSOE |